# Critics’ Choice Television Awards 2018

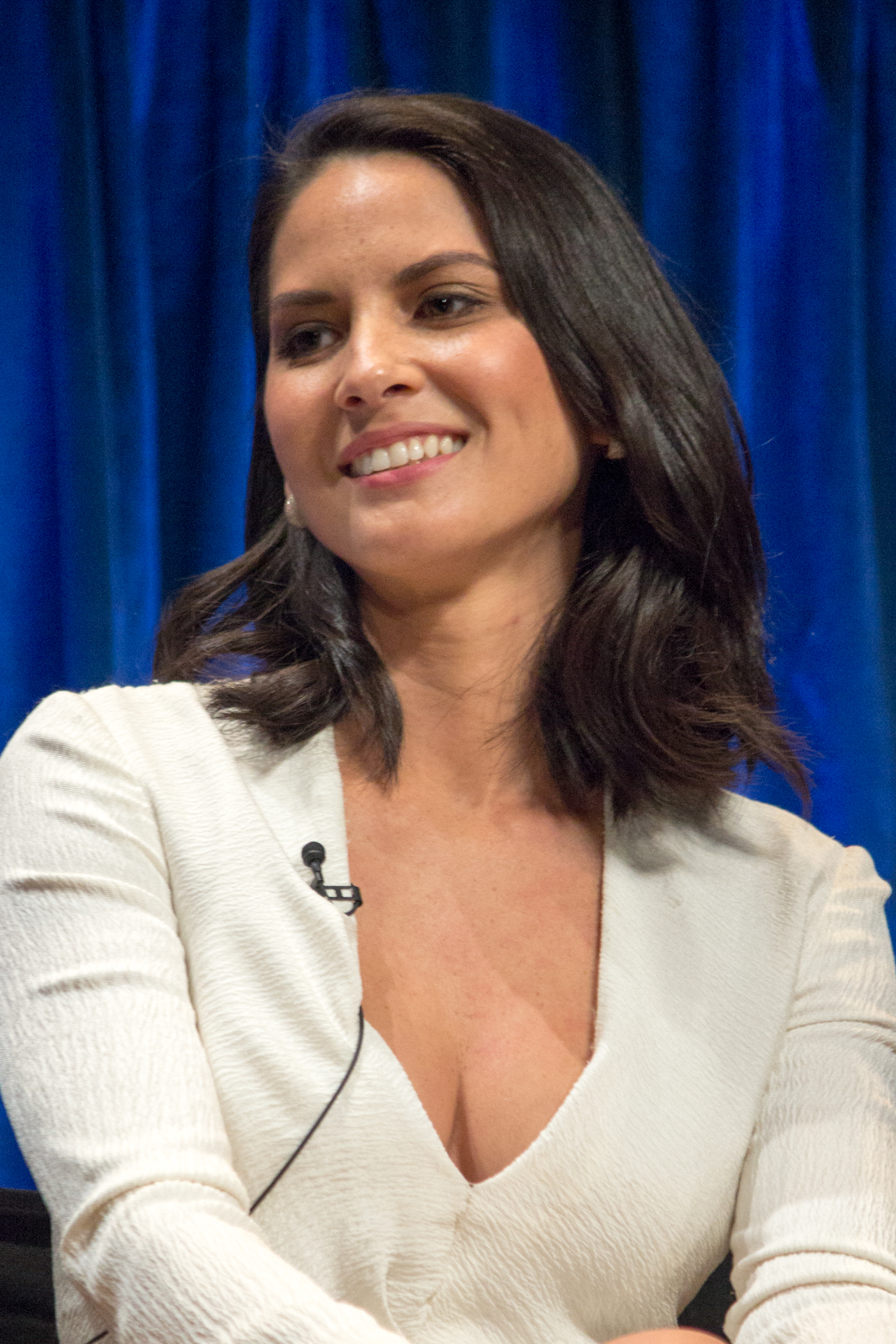
Olivia Munn, Moderatorin der Verleihung

Die 8. Verleihung der US-amerikanischen Critics’ Choice Television Awards, die jährlich von der Broadcast Television Journalists Association (BTJA) vergeben werden, fand am 11. Januar 2018 im Barker Hangar auf dem Santa Monica Municipal Airport im kalifornischen Santa Monica statt. Die Verleihung wurde von der Schauspielerin Olivia Munn moderiert und wurde live vom US-Kabelsender The CW ausgestrahlt.
Die Nominierungen wurden am 6. Dezember 2017 bekanntgegeben.

## Übersicht
| Serie/Film                                | N | A |
| ----------------------------------------- | - | - |
| Feud                                      | 6 | 0 |
| Big Little Lies                           | 5 | 4 |
| Fargo                                     | 5 | 1 |
| GLOW                                      | 4 | 0 |
| American Gods                             | 3 | 0 |
| Black-ish                                 | 3 | 0 |
| Game of Thrones                           | 3 | 0 |
| Godless                                   | 3 | 0 |
| The Good Fight                            | 3 | 0 |
| The Handmaid’s Tale – Der Report der Magd | 3 | 3 |
| The Marvelous Mrs. Maisel                 | 3 | 2 |
| The Wizard of Lies – Das Lügengenie       | 3 | 1 |
| This Is Us – Das ist Leben                | 3 | 1 |

Am häufigsten nominiert wurde mit 6 Nennungen die erste Staffel der Anthologieserie Feud, die in der Preisverleihung allerdings leer ausging. Mit 4 Preisen auf 5 Nominierungen war die Serie Big Little Lies Gewinner des Abends. The Handmaid’s Tale – Der Report der Magd konnte alle 3 Nominierungen in Preise umwandeln.

## Gewinner und Nominierte

### Sparte Comedy

#### Beste Comedyserie
The Marvelous Mrs. Maisel
The Big Bang Theory
Black-ish
GLOW
Modern Family
Patriot

#### Bester Hauptdarsteller in einer Comedyserie
Ted Danson – The Good Place
Anthony Anderson – Black-ish
Aziz Ansari – Master of None
Hank Azaria – Brockmire
Thomas Middleditch – Silicon Valley
Randall Park – Fresh Off the Boat

#### Beste Hauptdarstellerin in einer Comedyserie
Rachel Brosnahan – The Marvelous Mrs. Maisel
Kristen Bell – The Good Place
Alison Brie – GLOW
Sutton Foster – Younger
Ellie Kemper – Unbreakable Kimmy Schmidt
Constance Wu – Fresh Off the Boat

#### Bester Nebendarsteller in einer Comedyserie
Walton Goggins – Vice Principals
Tituss Burgess – Unbreakable Kimmy Schmidt
Sean Hayes – Will & Grace
Marc Maron – GLOW
Kumail Nanjiani – Silicon Valley
Ed O’Neill – Modern Family

#### Beste Nebendarstellerin in einer Comedyserie
Mayim Bialik – The Big Bang Theory
Alex Borstein – The Marvelous Mrs. Maisel
Betty Gilpin – GLOW
Jenifer Lewis – Black-ish
Alessandra Mastronardi – Master of None
Rita Moreno – One Day at a Time

### Sparte Drama

#### Beste Dramaserie
The Handmaid’s Tale – Der Report der Magd
American Gods
The Crown
Game of Thrones
Stranger Things
This Is Us – Das ist Leben

#### Bester Hauptdarsteller in einer Dramaserie
Sterling K. Brown – This Is Us – Das ist Leben
Paul Giamatti – Billions
Freddie Highmore – Bates Motel
Ian McShane – American Gods
Bob Odenkirk – Better Call Saul
Liev Schreiber – Ray Donovan

#### Beste Hauptdarstellerin in einer Dramaserie
Elisabeth Moss – The Handmaid’s Tale – Der Report der Magd
Caitriona Balfe – Outlander
Christine Baranski – The Good Fight
Claire Foy – The Crown
Tatiana Maslany – Orphan Black
Robin Wright – House of Cards

#### Bester Nebendarsteller in einer Dramaserie
David Harbour – Stranger Things
Bobby Cannavale – Mr. Robot
Asia Kate Dillon – Billions
Peter Dinklage – Game of Thrones
Delroy Lindo – The Good Fight
Michael McKean – Better Call Saul

#### Beste Nebendarstellerin in einer Dramaserie
Ann Dowd – The Handmaid’s Tale – Der Report der Magd
Gillian Anderson – American Gods
Emilia Clarke – Game of Thrones
Cush Jumbo – The Good Fight
Margo Martindale – Sneaky Pete
Chrissy Metz – This Is Us – Das ist Leben

### Sparte Fernsehfilm bzw. Miniserie

#### Beste Miniserie
Big Little Lies
American Vandal
Fargo
Feud
Godless
The Long Road Home

#### Bester Fernsehfilm
The Wizard of Lies
Flint
I Am Elizabeth Smart
The Immortal Life of Henrietta Lacks
Sherlock – Der lügende Detektiv

#### Bester Hauptdarsteller in einem Fernsehfilm oder einer Miniserie
Ewan McGregor – Fargo
Jeff Daniels – Godless
Robert De Niro – The Wizard of Lies
Jack O’Connell – Godless
Evan Peters – American Horror Story: Cult
Bill Pullman – The Sinner
Jimmy Tatro – American Vandal

#### Beste Hauptdarstellerin in einem Fernsehfilm oder einer Miniserie
Nicole Kidman – Big Little Lies
Jessica Biel – The Sinner
Alana Boden – I Am Elizabeth Smart
Carrie Coon – Fargo
Jessica Lange – Feud: Bette and Joan
Reese Witherspoon – Big Little Lies

#### Bester Nebendarsteller in einem Fernsehfilm oder einer Miniserie
Alexander Skarsgård – Big Little Lies
Johnny Flynn – Genius
Benito Martinez – American Crime
Alfred Molina – Feud: Bette and Joan
David Thewlis – Fargo
Stanley Tucci – Feud: Bette and Joan

#### Beste Nebendarstellerin in einem Fernsehfilm oder einer Miniserie
Laura Dern – Big Little Lies
Judy Davis – Feud: Bette and Joan
Jackie Hoffman – Feud: Bette and Joan
Regina King – American Crime
Michelle Pfeiffer – The Wizard of Lies
Mary Elizabeth Winstead – Fargo

### Sparte Reality-TV

#### Beste unstrukturierte Realityshow
Born This Way
Ice Road Truckers
Intervention
Live PD
Ride with Norman Reedus
Teen Mom

#### Beste strukturierte Realityshow
Shark Tank
The Carbonaro Effect
Fixer Upper
The Profit
Undercover Boss
Who Do You Think You Are?

#### Beste Realityshow – Wettbewerb
The Voice
America’s Got Talent
Chopped
Dancing with the Stars
Project Runway
RuPaul’s Drag Race

#### Bester Moderator einer Realityshow
RuPaul – RuPaul’s Drag Race
Ted Allen – Chopped
Tyra Banks – America’s Got Talent
Tom Bergeron – Dancing with the Stars
Cat Deeley – So You Think You Can Dance
Joanna und Chip Gaines – Fixer Upper

### Weitere Kategorien

#### Beste Zeichentrickserie
Rick and Morty
Archer
Bob’s Burgers
BoJack Horseman
Danger & Eggs
The Simpsons

#### Beste Talkshow
Jimmy Kimmel Live!
Ellen
Harry
The Late Late Show with James Corden
The Tonight Show Starring Jimmy Fallon
Watch What Happens Live with Andy Cohen